# أقحوان أصفر
الكوتا الصبغية أو الأقحوان الأصفر  أو بابونج أصفر أو عين الثور (باللاتينية: Cota tinctoria)(بالإنجليزية: Yellow Camomille)‏ نوع نباتي يتبع جنس الكوتا من الفصيلة النجمية. كان هذا النوع يوضع ضمن جنس الأربيان وكان يسمى الأربيان الصبغي (باللاتينية: Anthemis tinctoria).

## الموئل والانتشار

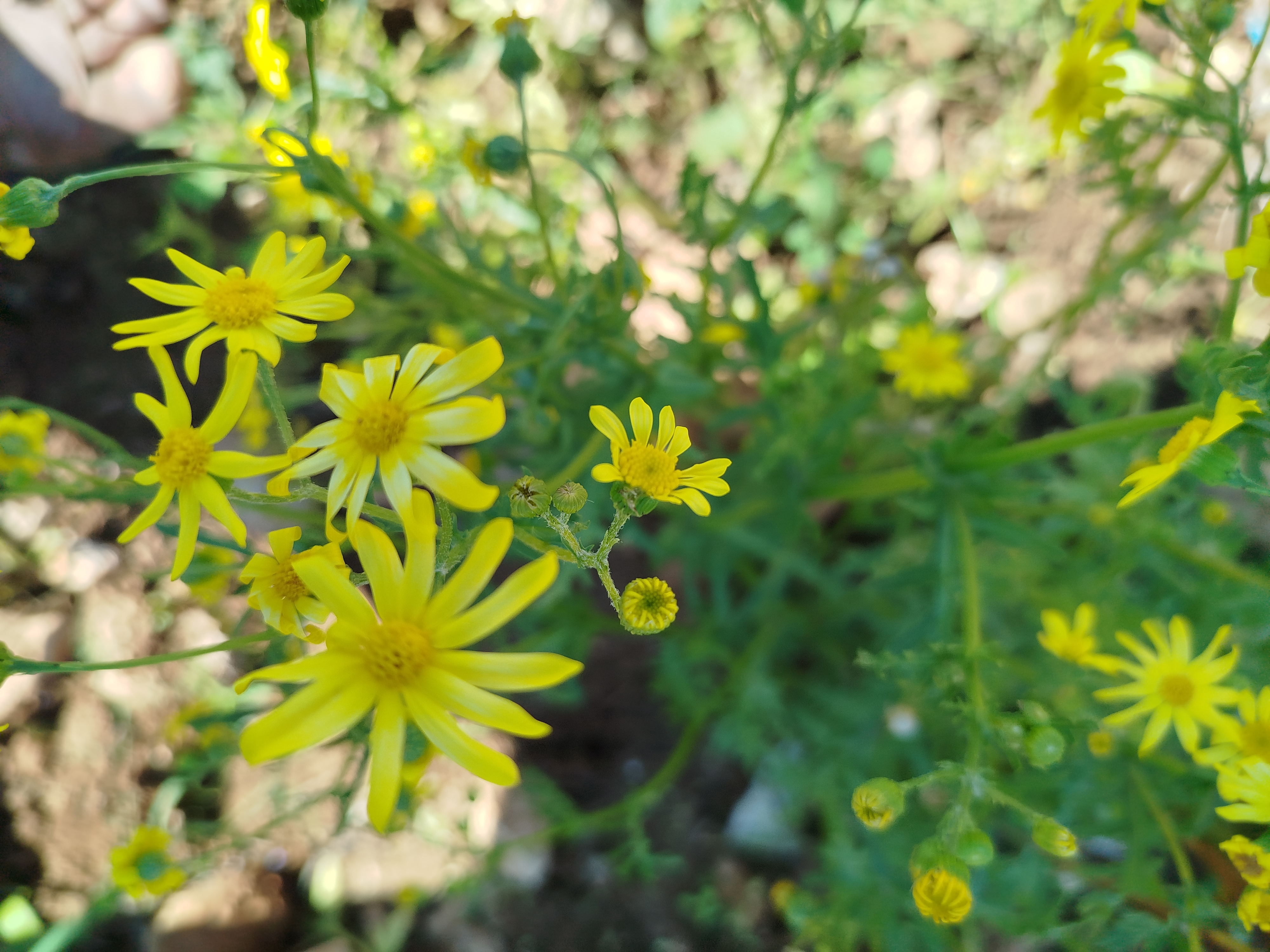
أقحوان أصفر أو بيسوم

موطنها بلاد الشام والعراق واليمن هضبة الأناضول ومعظم مناطق أوروبا.

## مرادفات للاسم العلمي
- (باللاتينية: Anthemis tinctoria L.)
- (باللاتينية: Anthemis brachyglossa K. Koch)
- (باللاتينية: Anthemis chrysantha (Trautv.) Grossh. [non J. Gay 1848-1849])
- (باللاتينية: Anthemis debilis Fed.)
- (باللاتينية: Anthemis discoidea (All.) Willd.)
- (باللاتينية: Anthemis maris-nigri Fed.)
- (باللاتينية: Anthemis markhotensis Fed.)
- (باللاتينية: Anthemis subtinctoria Dobrocz.)
- (باللاتينية: Anthemis zephyrovii Dobrocz.)
- (باللاتينية: Chamaemelum discoideum All.)
- (باللاتينية: Anthemis tinctoria subsp. discoidea (All.) Arcang.)
- (باللاتينية: Anthemis tinctoria subsp. subtinctoria (Dobrocz.) Smejkal)
- (باللاتينية: Cota tinctoria subsp. subtinctoria (Dobrocz.) Holub)
- (باللاتينية: Anthemis tinctoria var. chrysantha Trautv.)